# Awaous ocellaris
Awaous ocellaris és una espècie de peix de la família dels gòbids i de l'ordre dels perciformes.

## Morfologia
Els mascles poden assolir els 13 cm de longitud total.

## Distribució geogràfica
Es troba des de l'Índia fins a les Filipines i Japó. També és present a Fidji, la Polinèsia Francesa, Nova Caledònia i Vanuatu.